# Йессинг, Расмус
Расмус Йессинг (дат. Rasmus Jessing, род. 8 декабря 1978) — датский профессиональный велогонщик, легкоатлет-марафонец, архитектор, член правления Датской королевской академии искусств, директор по строительству компании KAB.

## Образование
С 2000 по 2006 годы Расмус Йессинг обучался в Школе архитектуры Датской Королевской академии изящных искусств, получив кандидатскую степень в области архитектуры.
В 2015 году — окончил курс мини-MBA в бизнес-школе Probana.
В 2016 году — получил сертификат по градостроительному праву в Nohr-Con: основы строительного права, типичные области споров, практическое применение законодательства, избежание споров.
С 2017 по 2018 годы — слушатель программы «PLUS (дат. professionel ledelsesudvikling i staten) — развитие профессионального лидерства в государственном управлении» от Агентства по модернизации при министерстве финансов Дании.

## Спортивная карьера
С 1997 по 2000 годы Расмус Йессинг работал велокурьером в компании De Grønne Bude.

### Достижения
| 2009 Чемпионат Дании: 5-й на XCO 3-й на XCM MTBliga.dk: 2-й в Ольборге 10-й в Копенгагене 2-й в Хёрсхольме 5-й в Вайле 2010 5-й на Чемпионате Дании 9-й на Кубке Норвегии Shimanoliga.Dk: 4-й в Геелсков 9-й в Мариелундскоен 5-й в Клинтесковен 2011 6-й на Чемпионате Дании 5-й на MTBliga.dk в Орхусе | 2019 13-й на марафоне Г.Х. Андерсена, Оденсе 2020 4-й в беге на 3000 метров, Tracks 8, стадион Эстербро, Копенгаген 5000 метров: 5-й на Tracks Banestævne, легкоатлетический стадион в Оденсе, Оденсе 5-й на TRACKS 7, стадион Эстербро, Копенгаген 6-й в беге на 10 000 метров, Tracks 2, стадион Эстербро, Копенгаген 20-й в беге на 10км по шоссе, Nike Marathontest 1, Копенгаген 2022 40-й на Копенгагенском марафоне, Копенгаген 108-й на Берлинском марафоне, Берлин |

## Архитектурная карьера
С марта 2001 по июнь 2005 года — руководитель концертного зала VEGA.
С июня 2006 по июль 2013 года — партнёр компании Bystrup Architecture Design Engineering.
С марта 2011 года по июль 2014 года — ассистент профессора, преподаватель Школы архитектуры Датской Королевской академии изящных искусств, с почасовой оплатой.
С августа 2013 по июль 2017 года — архитектор и руководитель проектов, исполняющий обязанности управляющего директора архитектурной компании COBE с февраля 2015 года по ноябрь 2015 года.
С мая 2014 года по август 2021 года работал в Новой школе в Вестербро, был избран членом правления Датского агентства по строительству и недвижимости.
С августа 2017 по февраль 2020 года — руководитель отдела Датского агентства по строительству и недвижимости.
С февраля 2020 по декабрь 2021 года — коммерческий директор COBE.
С октября 2019 года работает в ассоциации академических архитекторов Датского агентства по строительству и недвижимости.
С января 2022 года — руководитель строительства компании KAB, возводящей некоммерческое жильё.
С декабря 2022 года у Расмуса Йессинга частичная занятость в AlmenNet, ассоциации развития и инкубаторе проектов, направленных на перспективное развитие районов социального жилья.
С апреля 2023 года — частичная занятость в проекте защиты растений VOKS.
С мая 2023 года Йессинг входит в Совет по устойчивому развитию Датского агентства по строительству и недвижимости.
С января 2024 Йессинг работает в группе работодателей института архитектуры, дизайна и медиатехнологий.
С февраля 2024 года — частичная занятость в Школы архитектуры Датской Королевской академии изящных искусств.

## Личная жизнь
Расмус Йессинг женат на Матильде, у них есть три дочери.